# 鼓棒

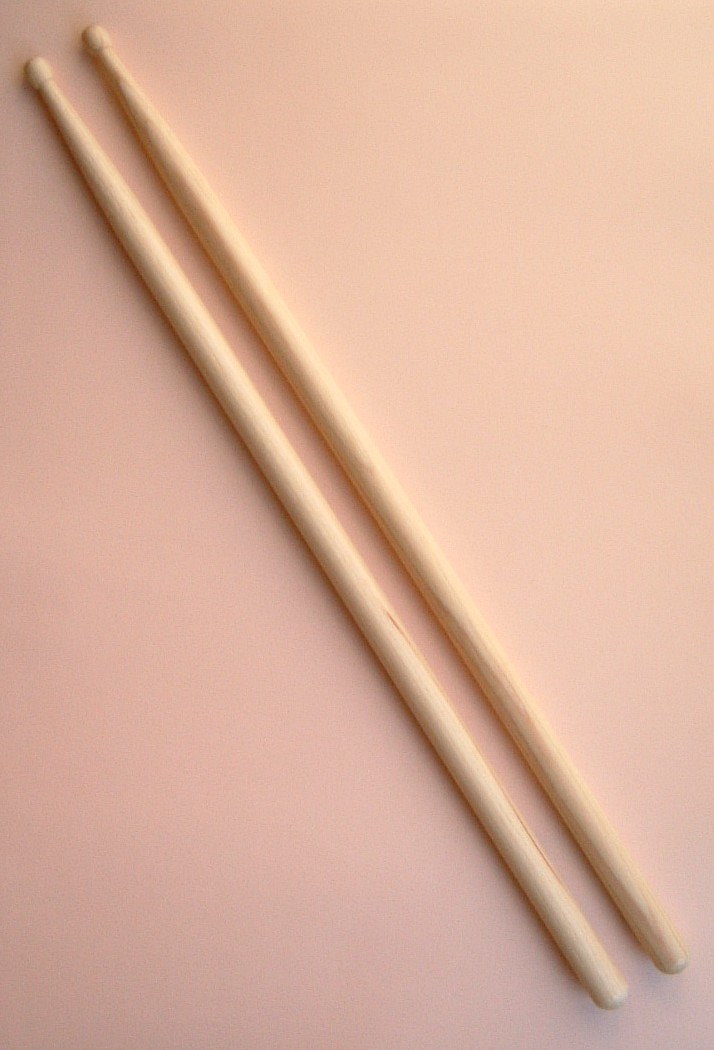
一對鼓棒

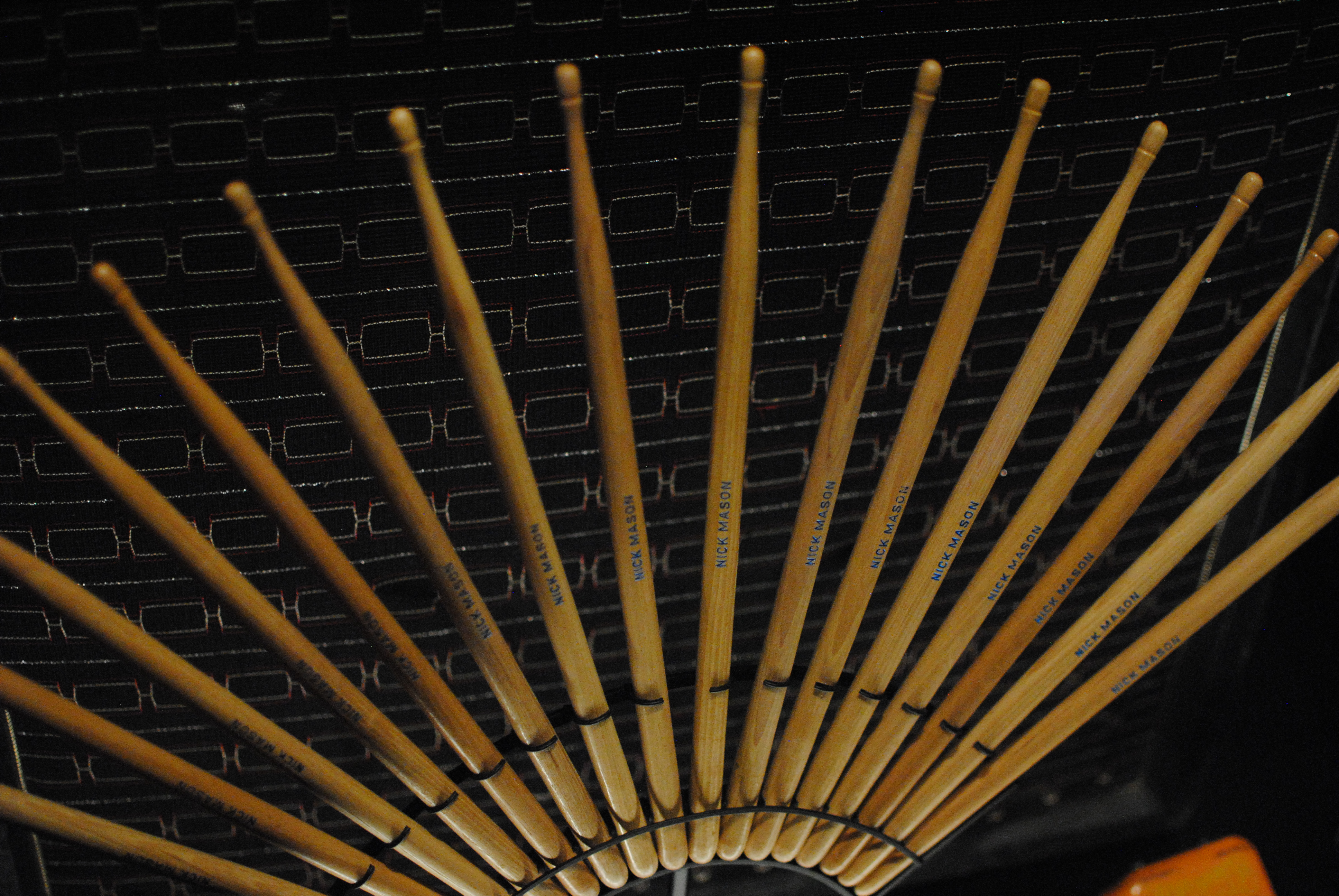
來自不同製造商為Nick Mason定制的鼓棒， 在Pink Floyd: Their Mortal Remains展覽中展出

鼓棒是一種敲擊棒。它尤其用於演奏小鼓，鼓組和其他一些敲擊樂器，特別是用於演奏無固定音高敲擊樂器。
在一些敲擊樂器上使用的專用敲擊棒（例如使用在三角鐵的金屬敲擊棒），和特別用於固定音高敲擊樂器的鼓槌（例如木琴和定音鼓），通常不被稱為鼓棒。
鼓棒通常具有以下所有特徵：
- 通常是以一對來提供和使用的。
- 握在手中使用，通常每隻手握一個。
- 可能用於演奏至少幾種鼓（以及其他樂器）。
- 通常僅用於無固定音高敲擊樂器。

## 結構

簡單的鼓棒的部分（頭，頸部，棒桿，尾部）

鼓棒的原型是由一整塊木頭所打磨出來的，最常見的是胡桃木；或一般較少見的楓木；或最少見但仍會使用的橡木。 有時候，傳統形式的鼓棒也會由金屬，碳纖維和其他現代材料製成。
頭或珠是鼓棒最常用的部分，用於擊打樂器。來自原型的同一塊木頭所製造。擁有尼龍頭的棍棒于1958年面市，最初由 Jonathan Humphrey和Joe Calato发明。在20世紀70年代，由Ken Drinan和Paul Kiersted設計的聚甲醛頭也被引入。
任何材料的鼓棒頭都可以有各種形狀，包括橡果形，桶狀，橢圓形，淚滴狀，尖頭和圓形。
棒的頸部是朝向尖端逐漸變細的部分，並且通常略微凸起。它經常被用來打鈸的鈸心。在鈸的邊緣上時利用棒的頸部作一記斜擊，還可產生碎音效果。這技巧可用於在中國鈸，和嗖嗖鈸上，用作演奏疊音鼓點。
棒桿是棒的主體。在鼓組和管弦樂工作上，圓柱形的棒桿能方便大量的演奏應用。它可用於演奏鼓邊，並以斜擊的動作擊打鈸的邊緣，鈸碎音效果便可以確保是最響亮的。
尾部是鼓頭的相反端。一些搖滾和金屬音樂家會使用它演奏而不是鼓頭。

## 常規編號
普通的木質鼓棒通常會用數字來描述它的重量和直徑，然後用一個或多個字母來描述它的鼓頭。例如，7A是一種具有木製鼓頭的鼓棒，常見用於爵士樂。而7AN是具有尼龍鼓頭的的鼓棒，和7A鼓棒的重量相同。而7B具有不同的鼓頭輪廓，具有比7A更短且更圓的木製鼓頭。5A是常見在搖滾的鼓棒，鼓頭是木頭造的，它比7A重，但有類似的輪廓。
這些數字通常是奇數，但偶爾會使用偶數，範圍是由2（最重）到9（最輕）。
數字和字母的確切含義因製造商而異，並且某些鼓棒製造商根本沒有使用該系統去描述鼓棒產品，例如鼓棒產品可能僅稱為爵士樂（通常為7A，8A或8D）或重型搖滾（通常為5B） 。
最通用的鼓棒是5A。然而，鼓棒種類並不代表任何特定的音樂風格。

## 技術

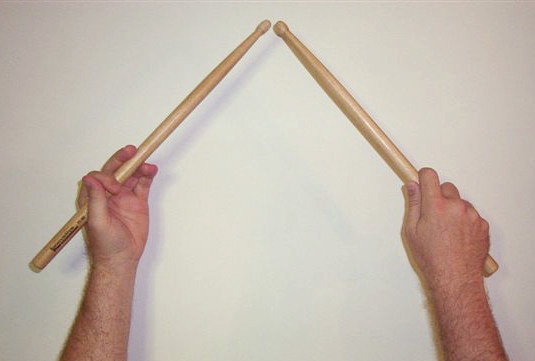
傳統式握法

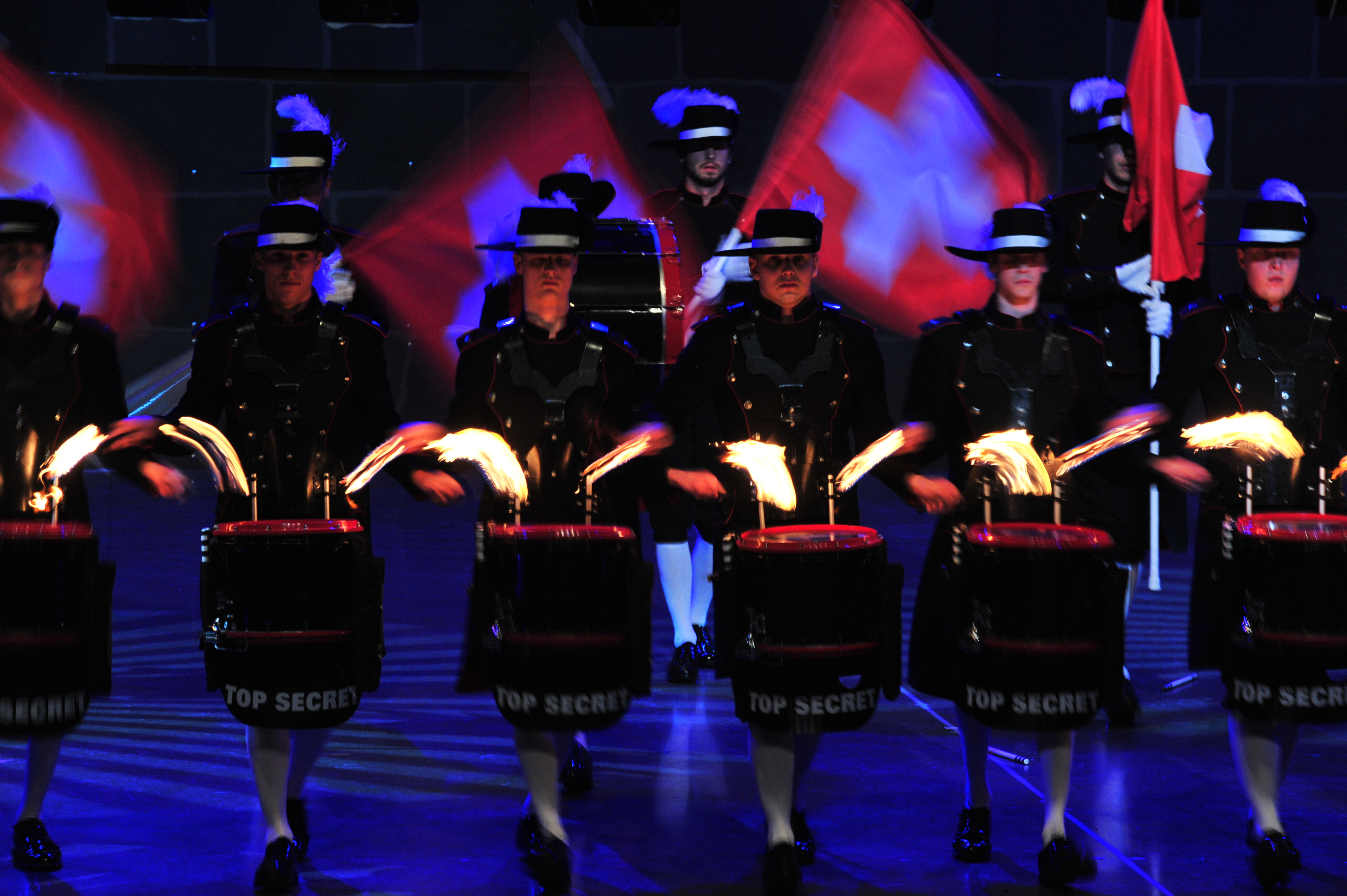
Top Secret Drum Corps使用火鼓棒

### 握法
拿鼓棒有兩種主要方式：
- 傳統式：左右手使用不同的握法。
- 對稱式：其中兩個手的握法是對稱。

傳統的握法是為了在騎馬時方便地演奏軍鼓而發明出來的，並且由Sanford A. Moeller在“The Art of Snare Drumming”（1925）中進行了記錄和推廣。它是二十世紀上半葉，鼓組鼓手的標準握法，並且仍然很受歡迎，是大多數軍鼓手的標準握法。
對於大多數其他樂器來說，對稱式握法是已被標準化的，並且在二十世紀中期開始流行使用於鼓組，有可能取代傳統的鼓組擊鼓握法。而傳統的握法已經捲土重來，兩種類型的握法仍然由鼓手和教師使用和推廣。

## 著名品牌
- Pro-Mark
- Vic Firth
- Vater Percussion
- Zildjian
- Regal Tip
- Los Cabos Drumsticks[2]
- Tama Drums
- Stagg
- B-stick[3]